# Лазар (католикос)
Лазар (или Газар; арм. Ղազար, Ğazar) — епископ Кавказской Албанской церкви, его имя стоит на седьмом месте в списке католикосов Мхитара Гоша.
По словам Киракоса, он находился у власти 8 лет.